# Piz di Mezzodì
Il Piz di Mezzodì (2.240 m s.l.m. - detto anche Monte Pizzon) è la montagna più alta del Gruppo dei Feruc nelle Dolomiti . Si trova in provincia di Belluno (Veneto).
Si può salire sulla vetta partendo dalla Forcella Franche (998 m).